# Chikkayannegere, Chiknayakanhalli
Chikkayannegere là một làng thuộc tehsil Chiknayakanhalli, huyện Tumkur, bang Karnataka, Ấn Độ.